# Увац (резерват природи)
Спеціальний природний заповідник Увац (серб. Специјални резерват природе Увац) є природним заповідником категорії, розташований на території південно-західної Сербії. Він займає площу 7453 га і включає частини територій муніципалітетів Нова-Варош і Сєніца. З 1971 року перебуває під охороною держави, як природне надбання виняткової важливості.

## Галерея

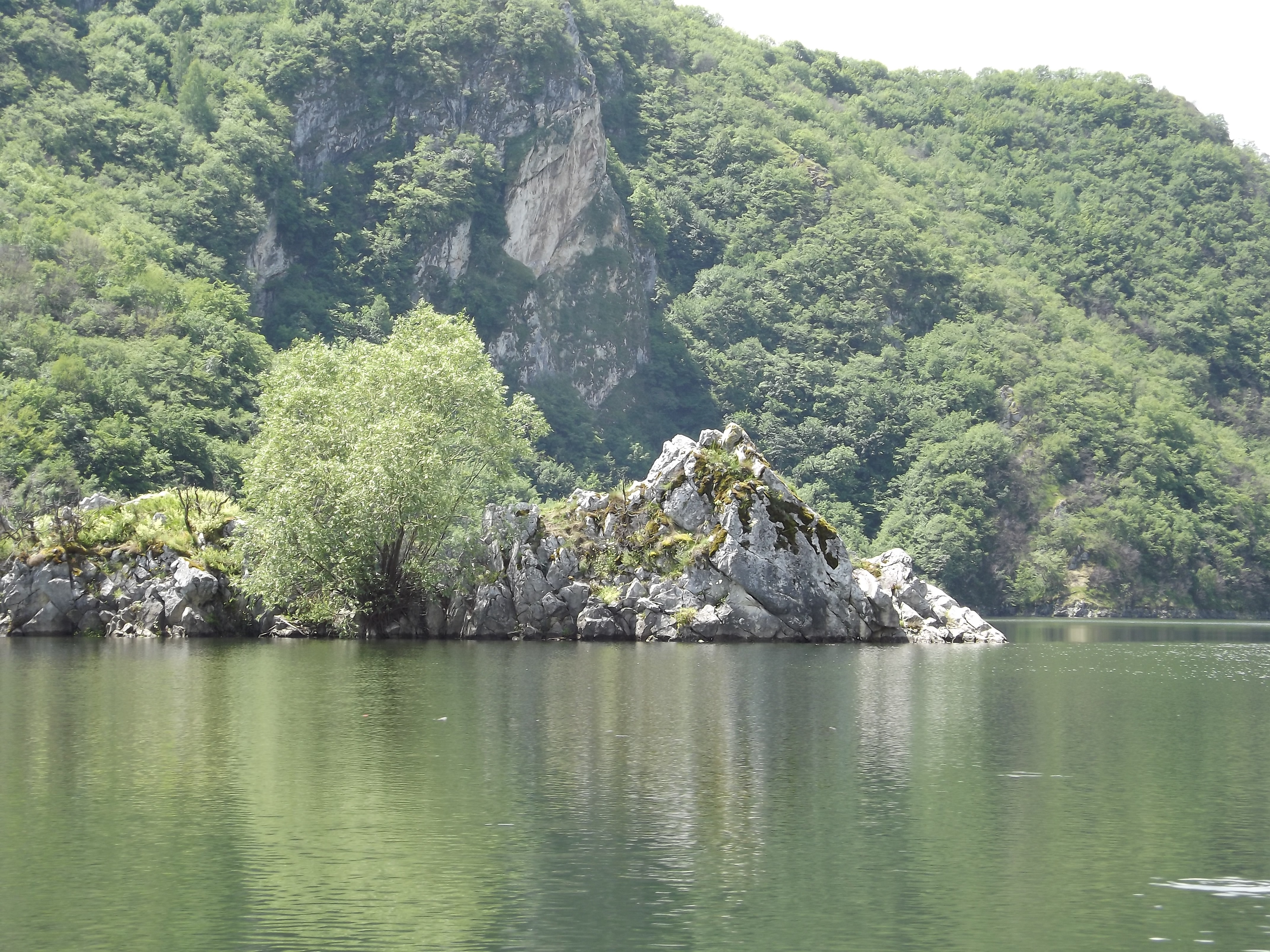
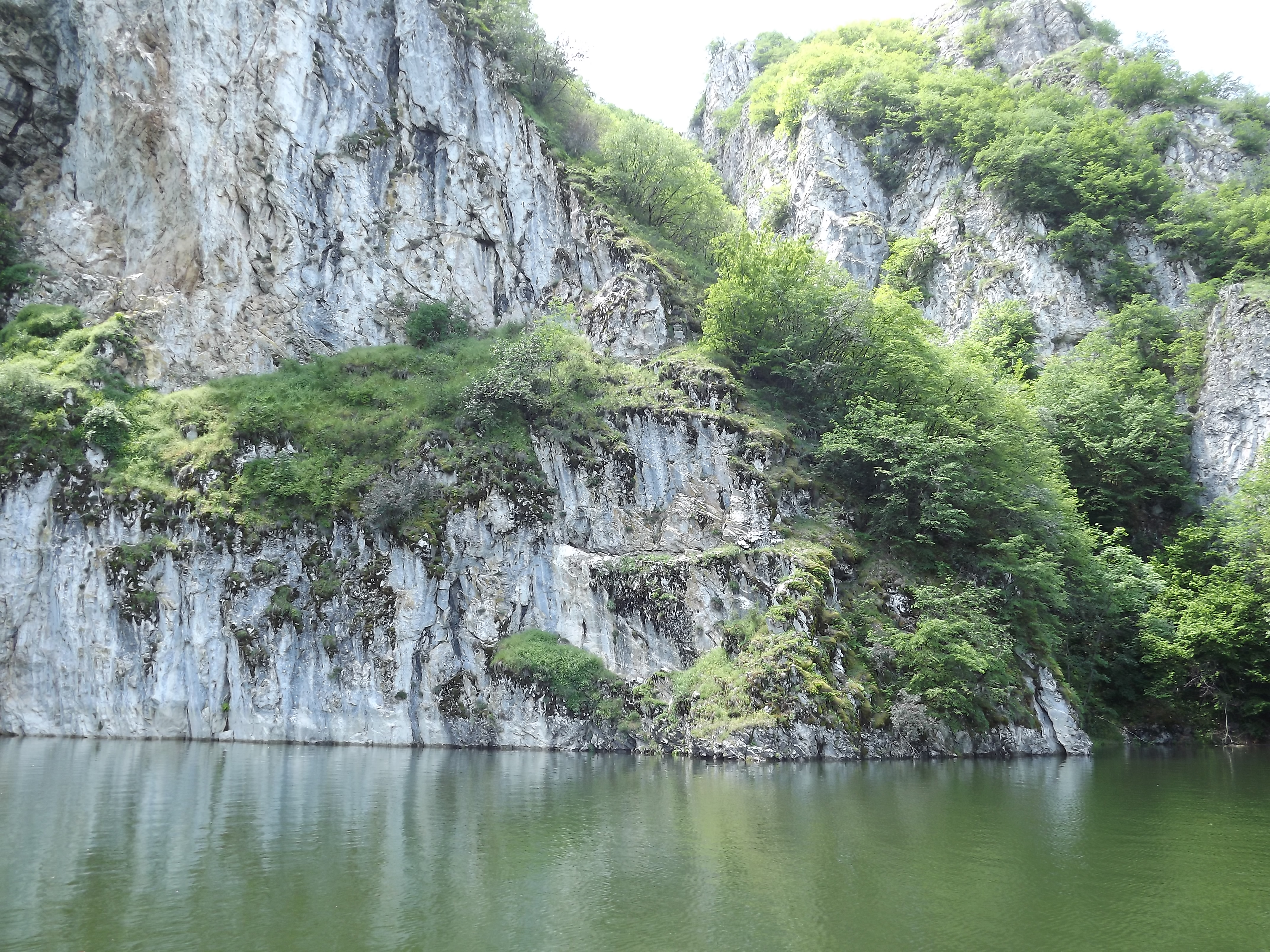
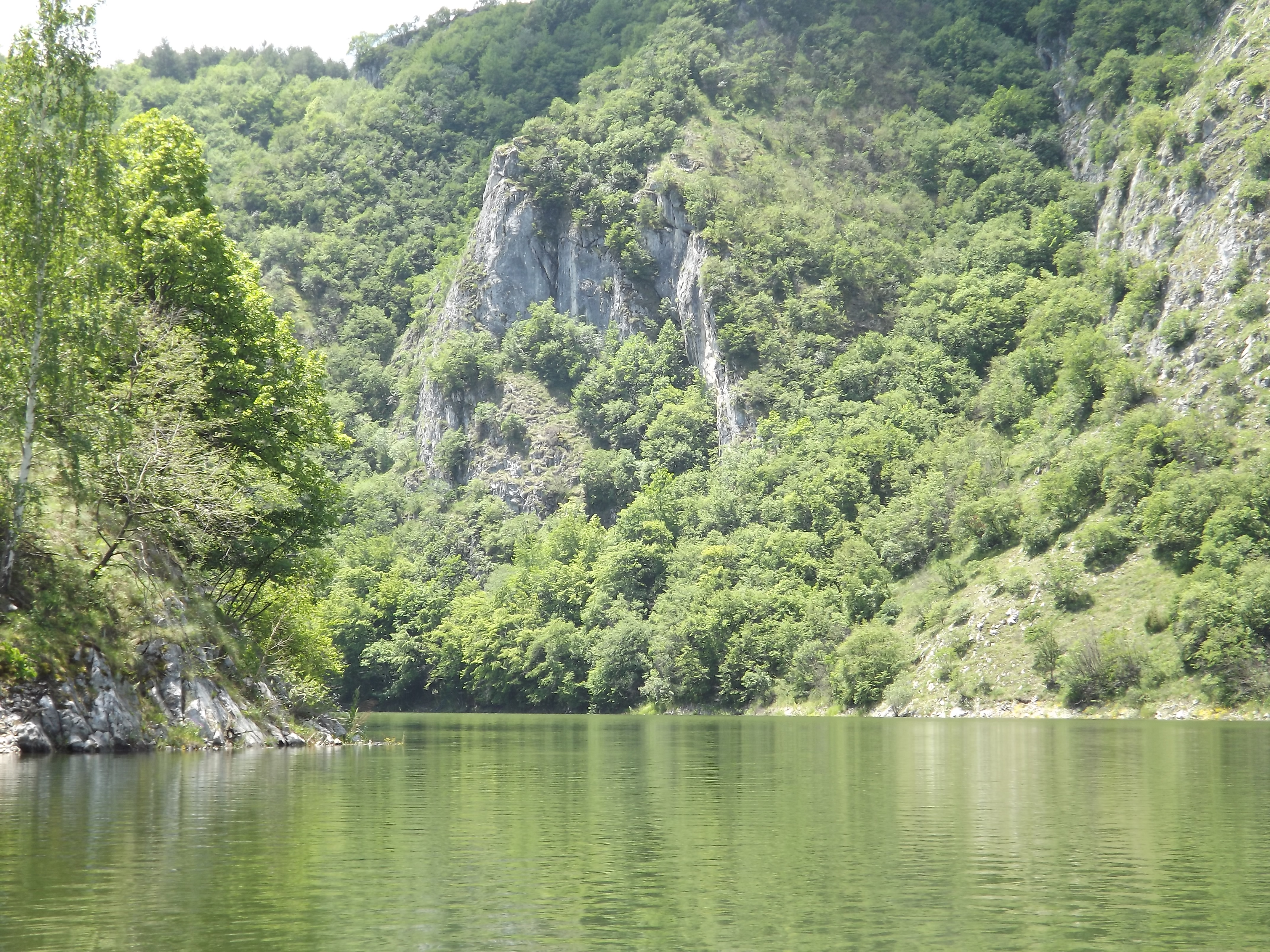
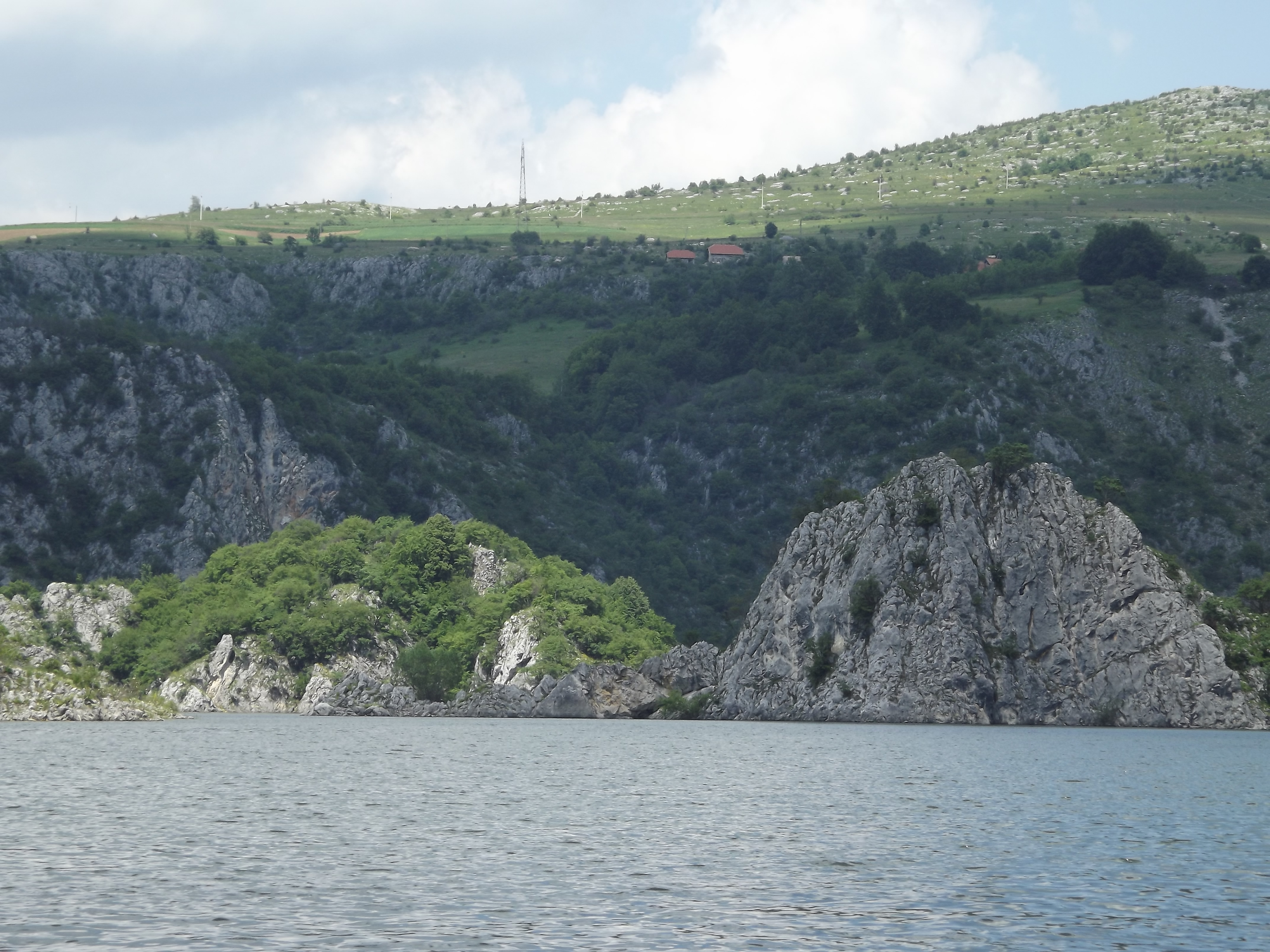
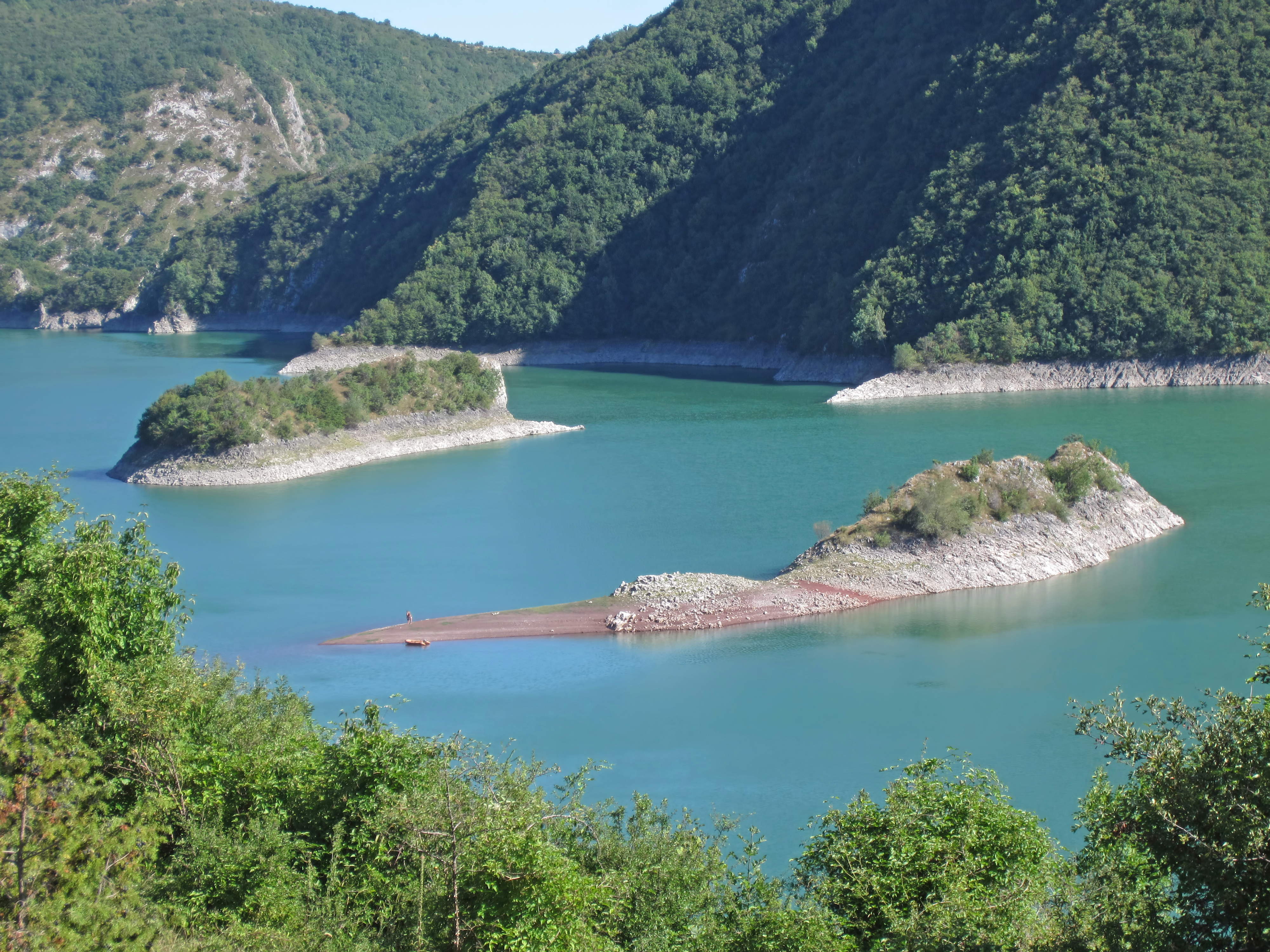
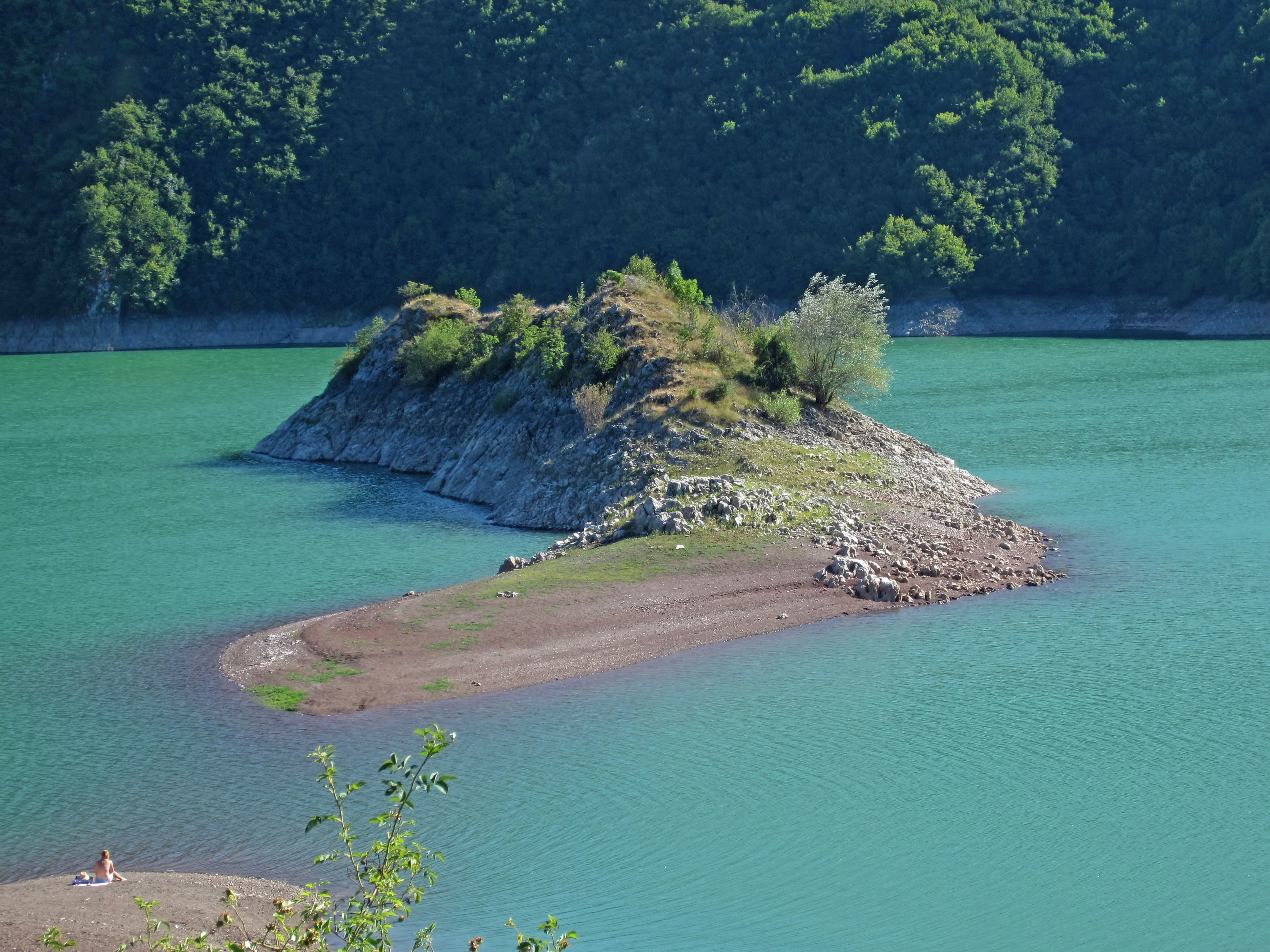
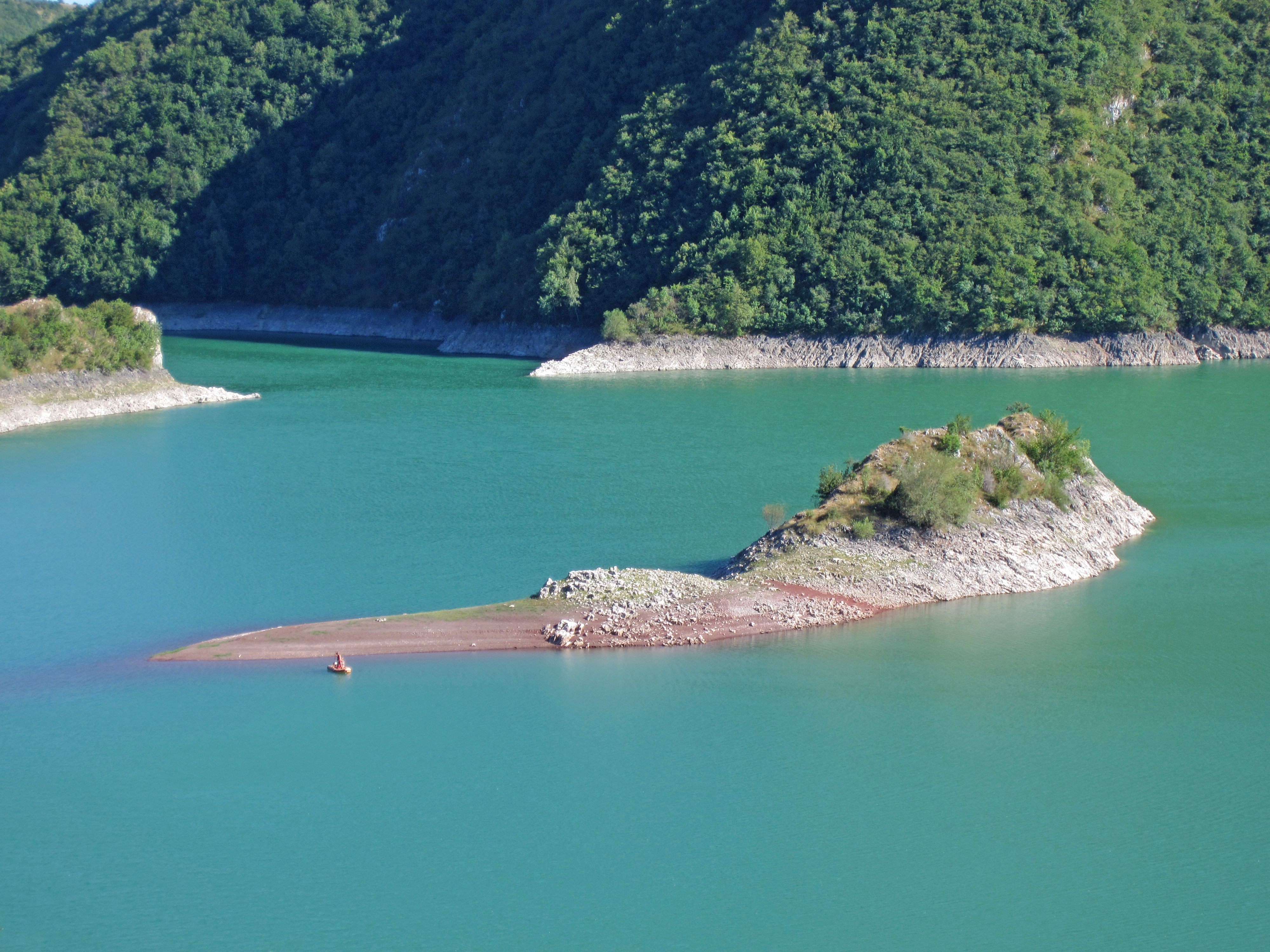
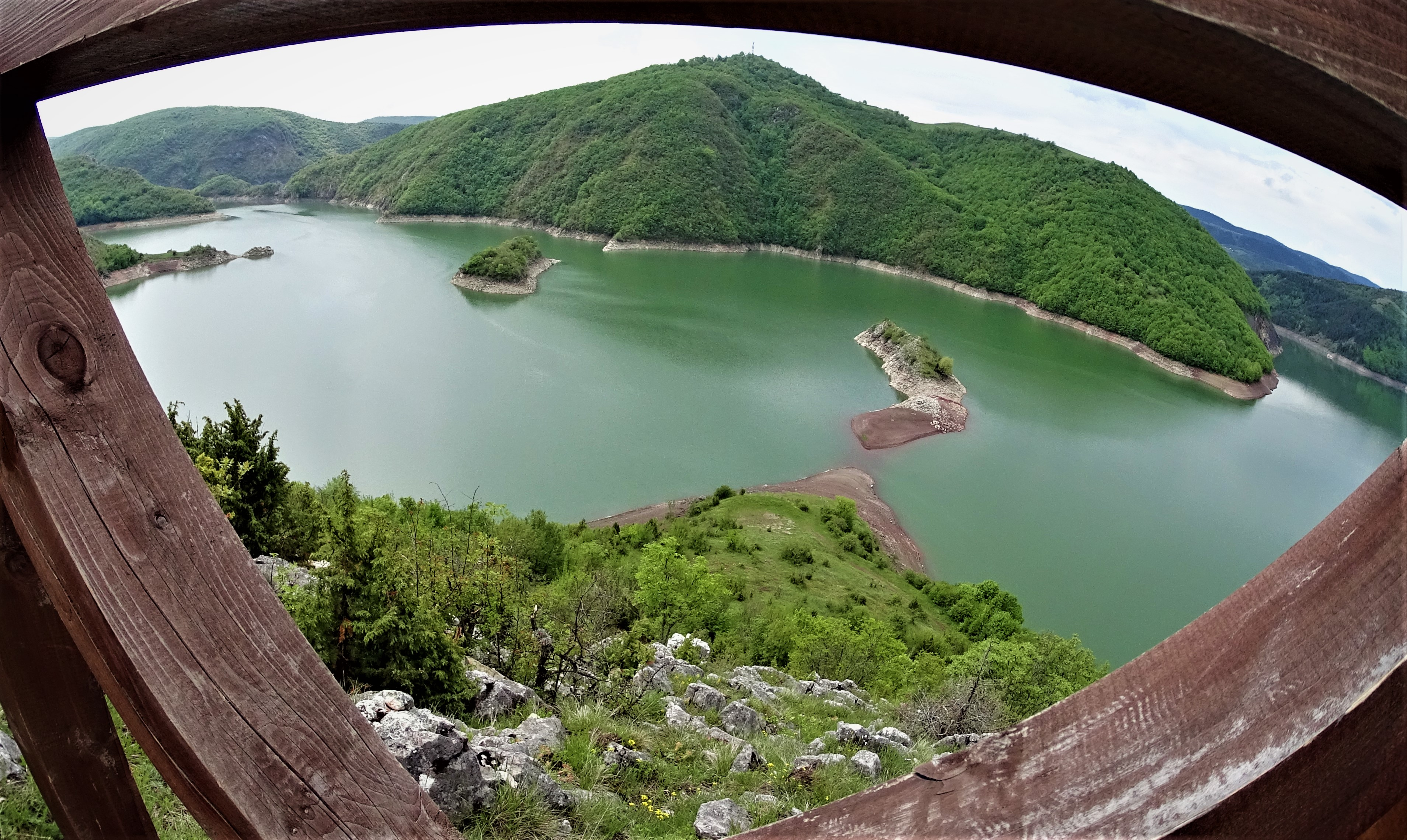
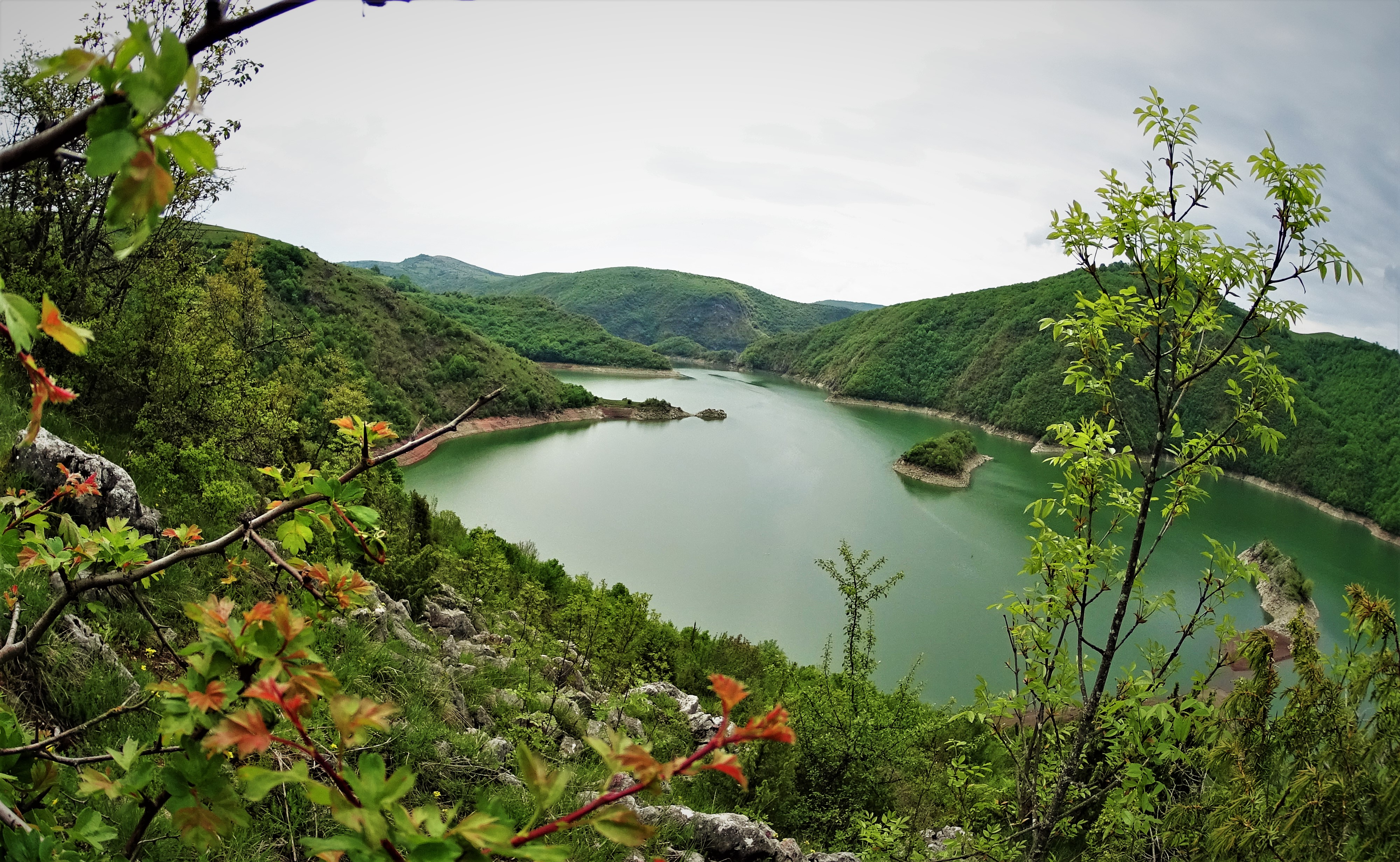

## Особливості
Резерват Увац являє собою унікальну морфологічну одиницю Староволоської височини, яка представлена каньйонною долиною річки Увац. Вона прорізала затиснуті меандри відносної висоти до ста метрів. Заповідник розкинувся між двома горами - Златар на південному заході і Явор на північному сході. У рельєфі переважають карстові форми, представлені численними воронками, затоками, ямами та печерами. Найвідомішою є печерна система Уша з протоками довжиною 6185 м. Тут розташована Крижана печера.

## Рослинний і тваринний світ

### Птахи

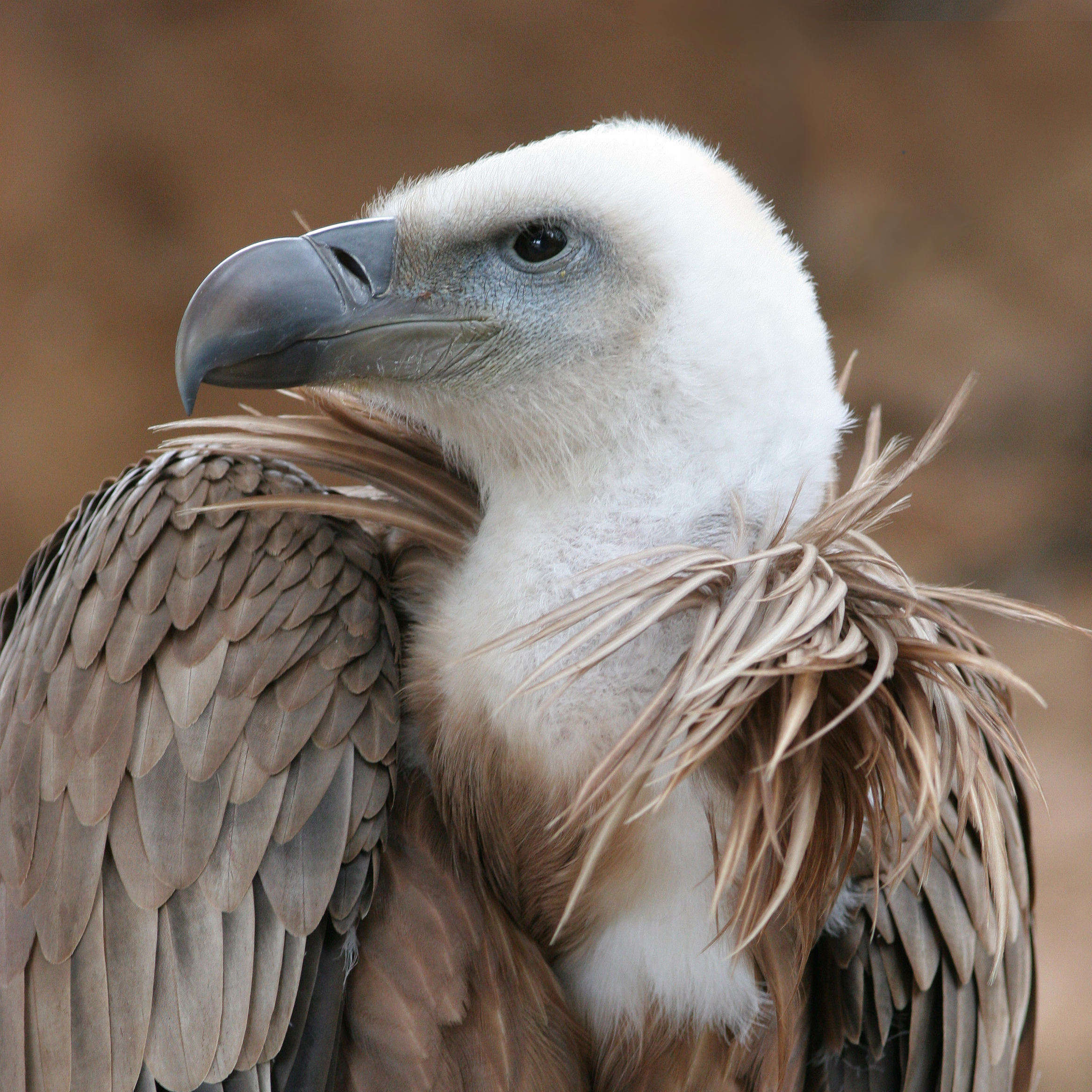
Білоголовий сип

Заповідник характеризується винятковим біорізноманіттям. Найважливішою особиною цих територій є білоголовий сип, вид орла-стерв'ятника з великими розмірами (розмах крил до трьох метрів). Уздовж каньйону річки Трешніца це єдине місце проживання цього птаха в Сербії. У заповіднику налічується близько 300 особин, їх унікальний раціон харчування відрізняється специфічністю. А саме, вони харчуються тільки трупами мертвих тварин, тому є важливою ланкою в харчовому ланцюгу. Наразі на території цієї території зареєстровано 104 види птахів, серед них: беркут (Aquila chrysaetos), орлан змієїд (Cricaetus gallicus), сапсан (Falco peregrinus), крех (Mergus merganser), деркач лучний (Crex crex) та інші . Найбільше на Балканах місце гніздування великого креха знаходиться в заповіднику Увац.

### Решта животного світу
Ці території характеризуються наявністю одинадцяти видів риб (струмкова форель, головень, скоболь ) і кількох видів ссавців, що знаходяться під загрозою зникнення. У заповіднику зафіксовано наявність 219 різних таксонів рослин. З них три види мають міжнародне значення, декілька знаходяться під охороною, а понад 50 видів мають лікувальні властивості. Значною є присутність інших тварин, таких як рись ( Lynx lynx ), видра (Lutra lutra) та кажани. Печери Увац є єдиним середовищем існування ендемічних видів комах родів Remyella та Duvalius, а також багатоніжок Haasea lacusnigri microcorna.

## Захист
Спеціальний природний заповідник Увац був створений у 1971 році в Павловича Брод площею 267 га. Протягом 1995 року заповідна територія була значно розширена приблизно в десять разів (2717 га), щоб набути остаточної форми та розміру у 2006 році . Заповідником керує Фонд захисту хижих птахів «Белоголовий гриф» у місті Нова-Варош. Оскільки цей актив має виняткову важливість, будь-яка діяльність, яка може завдати шкоди екосистемі, суворо заборонена.

## Див.також
- Природні заповідники Сербії
- Річка Увац
- Озеро Увац